# Kathedrale von Shrewsbury

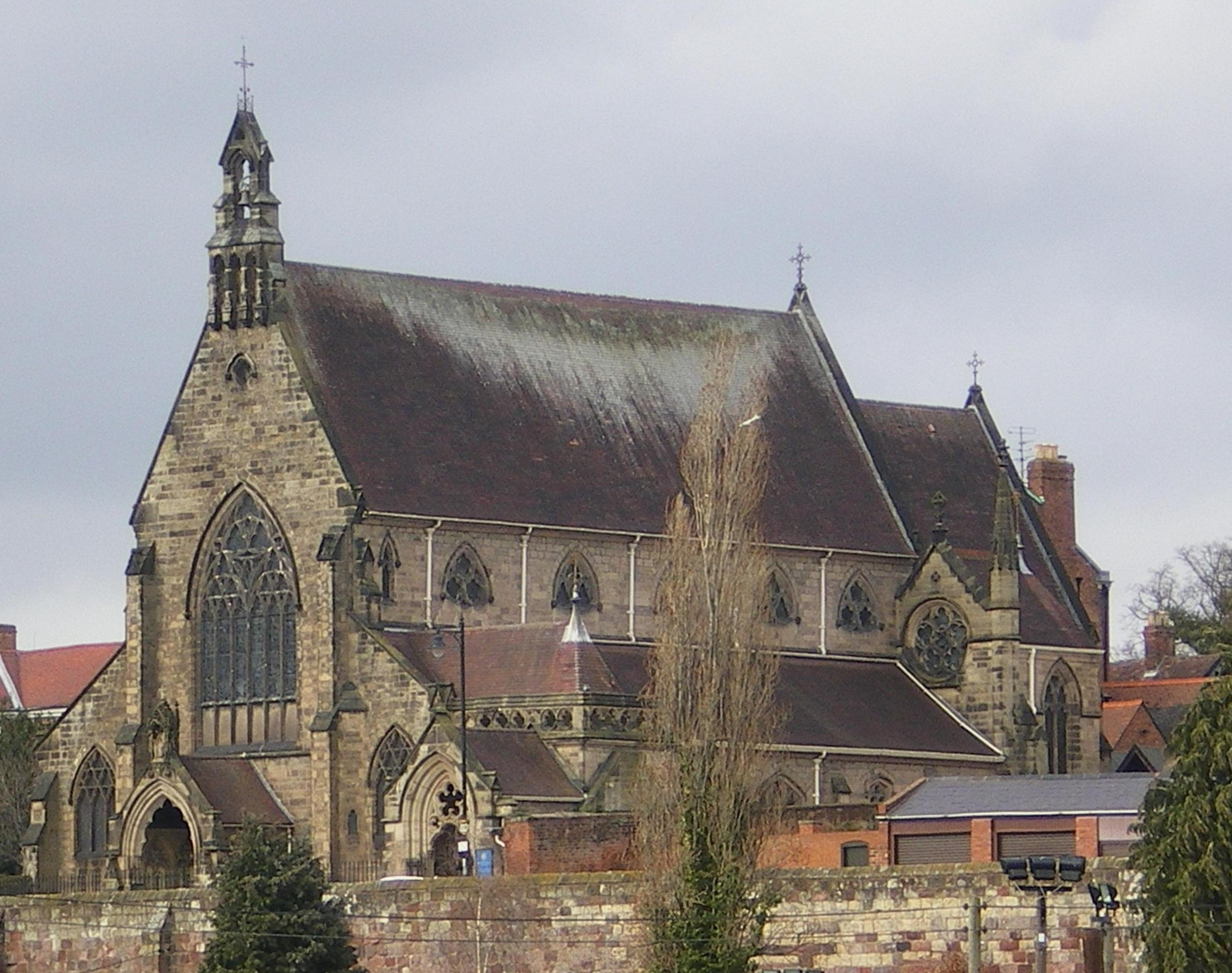
Kathedrale von Shrewsbury

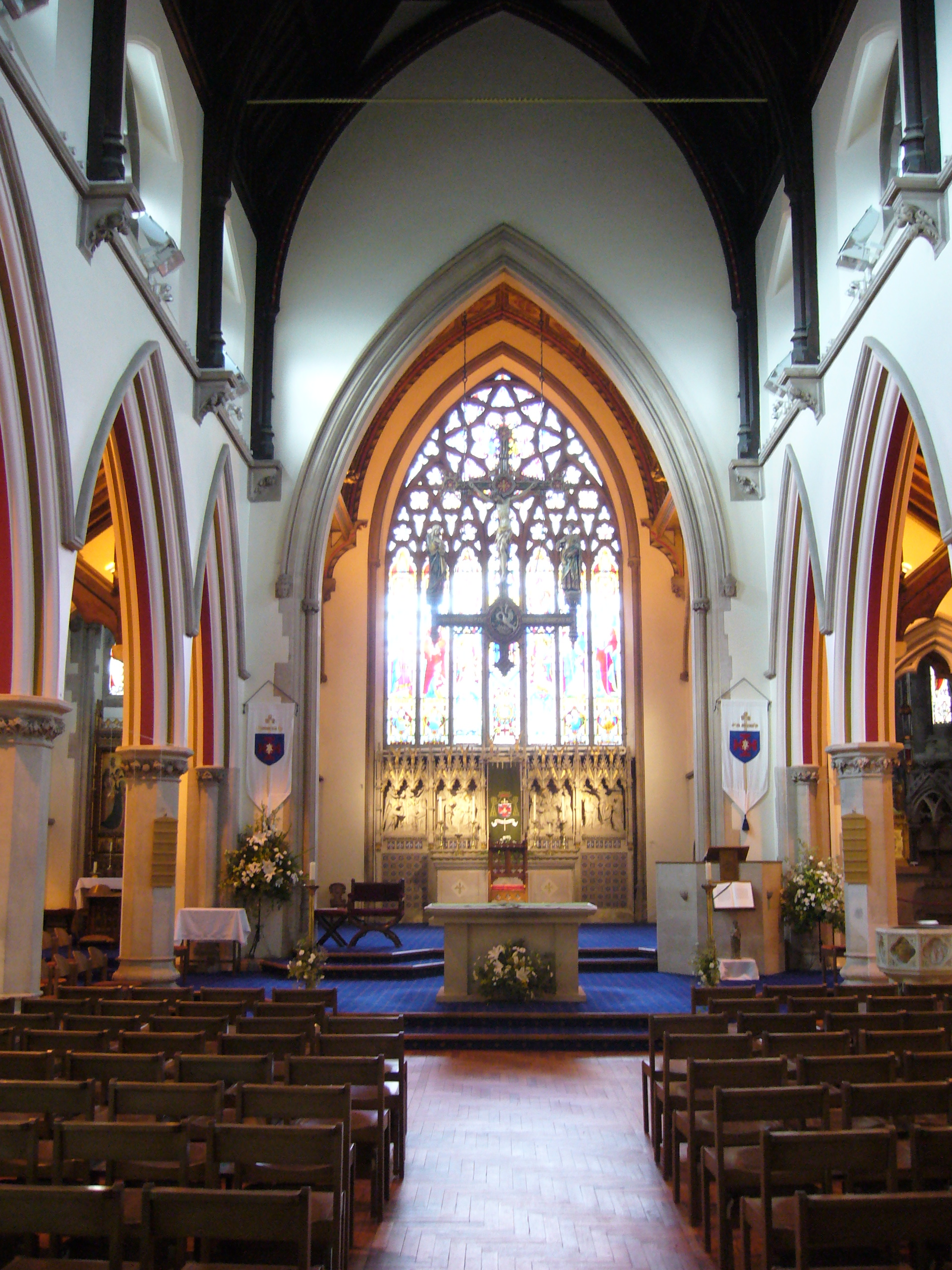
Blick zum Altar

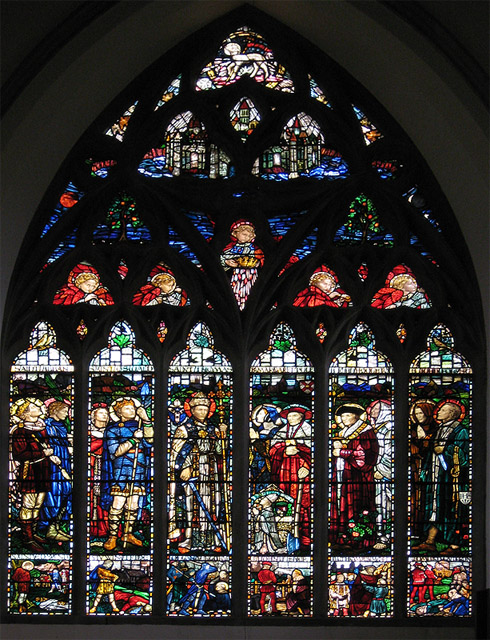
Westfenster

Die Kathedrale von Shrewsbury (Cathedral Church of Our Lady Help of Christians and St. Peter of Alcantara) in der mittelenglischen Stadt Shrewsbury ist die Bischofskirche des römisch-katholischen Bistums Shrewsbury. Sie wurde ab 1853 nach einer Entwurfszeichnung von Augustus Welby Northmore Pugin († 1852) unter Leitung von dessen Sohn Edward Welby Pugin erbaut und 1856 durch Kardinal Wiseman geweiht.

## Geschichte und Architektur
Die ca. 75.000 Einwohner zählende Stadt Shrewsbury wurde bei der Wiederherstellung der katholischen Hierarchie in England im Jahr 1850 Bischofssitz. Die Finanzkraft der überwiegend aus irischen Zuwanderern bestehenden katholischen Gemeinschaft reichte, trotz der als Initiatoren und Stifter maßgeblich beteiligten Earls of Shrewsbury, für die ursprünglich geplante repräsentative Kathedrale mit hohem Turm nicht aus.
Die realisierte Kirche im neugotischen Stil ist eine dreischiffige, fünfjochige Basilika mit eingezogenem, rechteckigem Chor. Über der Portalfassade befindet sich ein Dachreiter mit dem Geläut.

## Ausstattung
Von den zahlreichen Maßwerkfenstern sind die großflächigen in der Portal- und der Altarwand die bemerkenswertesten; die Glasbilder, großteils von Margaret Rope, zeigen Szenen aus der Heilsgeschichte und englische Märtyrer. Der Hochaltar hat ein figurenreiches Sandstein-Retabel. Im Chorbogen steht eine Kreuzigungsgruppe. Die Wände sind seit der letzten Neugestaltung von 1984 weiß getüncht, die Kanten sind farbig gefasst.

### Orgel
Die Orgel wurde im Jahr 1975 von der Orgelbaufirma N. P. Mander erbaut. In dem Instrument wurden zwei Register aus der Orgel der St. Paul’s Kathedrale eingebaut. Das Instrument hat Register auf zwei Manualen und Pedal. Die Spiel- und Registertrakturen sind elektro-pneumatisch.
| I Great C–c4   |       |
| Open Diapason  | 8′    |
| Stopt Diapason | 8′    |
| Gemshorn       | 8′    |
| Principal      | 4′    |
| Flute          | 4′    |
| Twelfth        | 2 ⁄3′ |
| Fifteenth      | 2′    |
| Mixture III    |       |
| Trumpet        | 8′    |

| II Swell C–c4  |       |
| Gemshorn       | 8′    |
| Stopt Diapason | 8′    |
| Gemshorn       | 4′    |
| Flute          | 4′    |
| Piccolo        | 2′    |
| Larigot        | 1 ⁄3′ |
| Mixture III    |       |
| Double Trumpet | 16′   |
| Trumpet        | 8′    |
| Clarion        | 4′    |

| Pedal C–f1     |     |
| Bourdon        | 16′ |
| Octave         | 8′  |
| Flute          | 8′  |
| Fifteenth      | 4′  |
| Flute          | 4′  |
| Double Trumpet | 16′ |
| Trumpet        | 8′  |
| Clarion        | 4′  |

- Koppeln: II/I, I/P, II/P